# Khmelnitski
|  | No s'ha de confondre amb Pereiàslav-Khmelnitski. |

Khmelnitski (en ucraïnès: Хмельницький) o Khmelnitski (en rus: Хмельницкий) és una ciutat d'Ucraïna occidental i la capital administrativa de l'Oblast de Khmelnitski. La seva població era de 261.397 habitants el 2010.

## Geografia
Khmelnitski està situada a 276 km al sud-oest de Kíiv.

## Història
La ciutat fou fundada el 1493 sota el nom de Proskúriv (en rus: Proskúrov). El 1954, va ser reanomenada com a Khmelnitski, amb ocasió del tricentenari del Tractat de Pereiàslav negociat per Bohdan Khmelnitski el qual va arrencar una gran part d'Ucraïna del domini polonès i va crear l'hetmanat cosac.

## Població
Padrons (*) o estimacions de la població:
| 1900   | 1907   | 1920   | 1926*  | 1939*  | 1943   | 1959*  | 1970*  | 1973   |
| ------ | ------ | ------ | ------ | ------ | ------ | ------ | ------ | ------ |
| 23900  | 26200  | 19000  | 27000  | 37000  | 12510  | 62000  | 87000  | 113000 |
| 1979*  | 1989*  | 2001*  | 2005   | 2006   | 2007   | 2008   | 2009   | 2010   |
| 172000 | 236938 | 253994 | 255902 | 257319 | 258346 | 259065 | 260389 | 261397 |

## Personalitats conegudes
- Ariel Durant (1898-1981), escriptora i filòsofa estatunidenca.
- Aleksandra Xevtxenko (1988) i Oksana Xatxko (1987), fundadores de Femen.
- Mischa Mischakoff, violinista estatunidenc.